# Pentagon 1024SL
Pentagon 1024SL je ruská varianta počítače Sinclair ZX Spectrum. Autorem počítače je Alexej Sergejevič Žabin. Návrh počítače vychází z původního počítače Pentagon. Počítač existuje ve verzi 1.4 a ve verzi 2.2. Počítač obsahuje zvukový čip AY-3-8910, interface pro Kempston joystick, tiskový interface ZX Lprint III a disketový řadič Beta Disk.
Dále existují experimentální verze 2.666 a 2.666 LE, k těmto verzím ale neexistuje dokumentace, informace jsou k nalezení pouze na diskusních fórech.

## Technické informace
- paměť RAM: 1024 KiB.

Protože procesor Z80 umožňuje adresovat pouze 64 KiB paměti, je celá paměť rozdělena na stránky o velikosti 16 KiB, které se připínají do adresového prostoru procesoru.

### Stránkování paměti verze 1.4[1]
V této verzi je stránkování paměti RAM kompatibilní se stránkováním počítače Kay 1024.
Ke stránkování paměti jsou použity porty 32765 a 8189 (šestnáctkově 7FFD a 1FFD, dekódovány jako 01xxxxxxxxxxxx01 a 00xxxxxxxxxxxx01). Význam jednotlivých bitů hodnoty odeslané na port 32765 je následující:
| 7                                                    | 6 | 5                 | 4                 | 3                                           | 2                                                              | 1                                                              | 0                                                              |
| první bit rozšířeného stránkování paměti nad 128 KiB |   | zákaz stránkování | číslo stránky ROM | videoram: 0 – ve stránce 5 1 – ve stránce 7 | dolní tři bity čísla stránky RAM v adresovém prostoru od 49152 | dolní tři bity čísla stránky RAM v adresovém prostoru od 49152 | dolní tři bity čísla stránky RAM v adresovém prostoru od 49152 |

Význam jednotlivých bitů hodnoty odeslané na port 8189 je následující:
| 7                                                    | 6 | 5                                             | 4                                                    | 3                            | 2 | 1                                                                                            | 0                       |
| třetí bit rozšířeného stránkování paměti nad 128 KiB |   | zákaz použití bitu 7 portu 32765 a portu 8189 | druhý bit rozšířeného stránkování paměti nad 128 KiB | přistránkování doplňkové ROM |   | zabezpečený režim, při kterém porty 32765 a 8189 fungují pouze při přistránkované TR-DOS ROM | připojení RAM místo ROM |

### Stránkování paměti verze 2.2[2]
V této verzi je stránkování paměti RAM kompatibilní se stránkováním rozšířeními původního Pentagona Pentagon 256, Pentagon 512 a Pentagon 1024.
Ke stránkování paměti jsou použity porty 32765 a 61431 (šestnáctkově 7FFD a EFF7). Význam jednotlivých bitů hodnoty odeslané na port 32765 je následující:
| 7                                                    | 6                                                    | 5 | 4                 | 3                                           | 2                                                              | 1                                                              | 0                                                              |
| třetí bit rozšířeného stránkování paměti nad 128 KiB | druhý bit rozšířeného stránkování paměti nad 128 KiB | při bitu 2 portu 61431 = 0: první bit rozšířeného stránkování paměti nad 128 KiB, při bitu 2 portu 61431 = 1: zákaz stránkování | číslo stránky ROM | videoram: 0 – ve stránce 5 1 – ve stránce 7 | dolní tři bity čísla stránky RAM v adresovém prostoru od 49152 | dolní tři bity čísla stránky RAM v adresovém prostoru od 49152 | dolní tři bity čísla stránky RAM v adresovém prostoru od 49152 |

Význam jednotlivých bitů hodnoty odeslané na port 61431 je následující:
| 7 | 6                               | 5 | 4                     | 3                               | 2                                                                                                   | 1 | 0                                      |
|   | zapínání graf. režimu 384 x 304 |   | vypínání režimu Turbo | místo ROM se přistránkuje RAM 0 | zákaz rozšířeného stránkování, bit 5 portu 32765 nastaven do režimu, kdy umožňuje zákaz stránkování |   | zapínání 16barevného grafického režimu |

### Pentagon 1024SL verze 2.666 a 2.666 LE
- procesor Z80, 20 MHz, doplňkový procesor T80 (procesor Z80 realizovaný v FPGA), 28 MHz (varianta LE pouze procesor T80),
- paměť RAM: minimálně 512 KiB, maximálně 2048 KiB
- grafické režimy:
  - jako ZX Spectrum,
  - 800 x 600 pixelů, 256 barev na pixel,
- zvuk: YM2149, realizován prostřednictvím FPGA,
- ZX-BUS, 4 sloty (varianta LE pouze 2 sloty),
- řadič sítě Ethernet (není u LE).

Návrh stránkování paměti není úplně kompletní. Paměť do 1 MiB autor navrhl stránkovat stejně jako o verze 2.2, pro stránkování nad 1 MiB navrhoval použít nový port, jehož funkce by byla povolována bitem 5 portu 61431/EFF7, případně dále rozšířit funkci stávajícího stránkovacího portu 32765/7FFD. Ke stránkování nově vznikajících klonů ZX Spectra Velesoft navrhl použít nové a u všech klonů stejné porty. Na dotaz ohledně dostupnosti autor informoval, že vývoj varianty bez LE dále nebude pokračovat. Současně s tím autor informoval, jaké ROM počítač používá (logo.rom nebo logo2666.rom, gluk.rom, basic128.rom, basic48.rom, trdos610.rom).